# Natation aux Jeux olympiques intercalaires de 1906
Navigation
Édition précédente Édition suivante
Quatre épreuves de natation se sont déroulées lors des Jeux olympiques intercalaires de 1906 organisés à Athènes.

## Résultats
| Épreuves             | Or                                                       | Argent                                                | Bronze                                                                |
| 100 m nage libre H   | Charles Daniels                                          | Zoltán von Halmay                                     | Cecil Healy                                                           |
| 400 m nage libre H   | Otto Scheff                                              | Henry Taylor                                          | John Arthur Jarvis                                                    |
| 1 mile nage libre H  | Henry Taylor                                             | John Arthur Jarvis                                    | Otto Scheff                                                           |
| 4x250 m nage libre H | Henrik Hajós, Zoltán von Halmay, Géza Kiss, József Onody | Ernst Bahnmeyer, Max Pape, Emil Rausch, Oskar Schiele | John Derbyshire, William Henry (en), John Arthur Jarvis, Henry Taylor |

## Tableau des médailles
| Rang | Nation      | Or | Argent | Bronze | Total |
| ---- | ----------- | -- | ------ | ------ | ----- |
| 1    | Royaume-Uni | 1  | 2      | 2      | 5     |
| 2    | Hongrie     | 1  | 1      | 0      | 2     |
| 3    | Autriche    | 1  | 0      | 1      | 2     |
| 4    | États-Unis  | 1  | 0      | 0      | 1     |
| 5    | Allemagne   | 0  | 1      | 0      | 1     |
| 6    | Australie   | 0  | 0      | 1      | 1     |